# Economia anarchica
Con il termine economia anarchica si intendono i diversi modelli economici proposti dalle diverse correnti dell'anarchismo. Tutti i modelli proposti dalle correnti anarchiche, anche se presentano divergenze su alcuni aspetti, si basano sull'auto-organizzazione: una rete autonoma di produzione e distribuzione senza centralismo.
Molti autori libertari hanno realizzato analisi e tesi sull'economia. Si tratta di un insieme molto eterogeneo di pensatori e progetti, accomunati dall'idea di base che ogni persona o gruppo umano debba scegliere il proprio modello economico volontariamente che rispetti i principi dell'anarchismo.
Si oppongono per principio all'interventismo ed al mercantilismo, che considerano economicamente come un'imposizione con la forza della classe al potere ed i suoi monopoli che posano sul potere politico dello Stato.
Tra le diverse correnti economiche dell'anarchismo ci sono il mutualismo (individualismo e collettivismo), e l'economia del dono (comunismo).

## Correnti economiche anarchiche

### Mutualismo

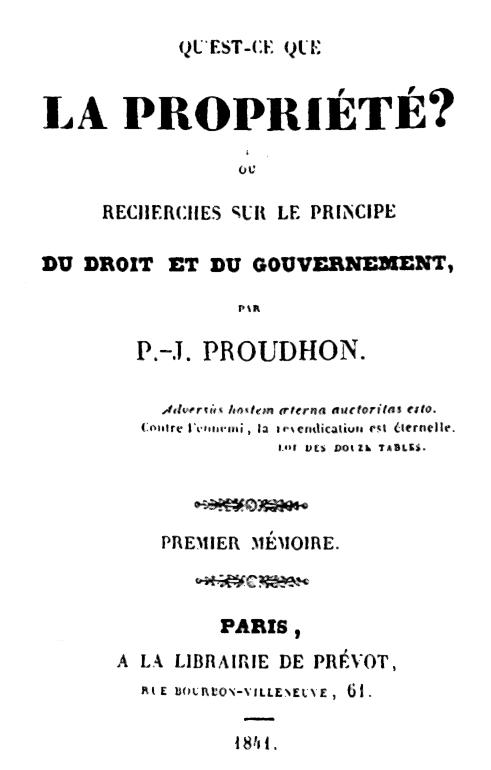
Che cos'è la proprietà? (1840) di Pierre Joseph Proudhon

Il mutualismo (dal latino mutuum, mutuo o scambio) nasce dalle idee del francese Pierre-Joseph Proudhon (1809–1865), che postulava una società nella quale ogni persona possedesse i mezzi produzione, individualmente o collettivamente, lo scambio di beni e prodotti si produrrebbe tramite una forma etica di negoziazioni, nella quale ogni parte cercherebbe solo l'equivalente di quello che offre. Viene interpretato per alcuni autori come un punto di incontro tra le correnti individualiste e collettiviste dell'anarchismo. Proudhon affermò che la proprietà è un furto, considerando la proprietà un mezzo per lo sfruttamento, mentre la possessione come l'uso legittimo di un oggetto. Proudhon si oppose alla proprietà capitalista come a quella collettiva, perché sempre si abusa e ruba dagli individui. Il suo principio consiste nel riconoscere che ogni persona deve possedere i suoi mezzi di produzione (strumenti, terra, etc.) sia in modo individuale che collettivo, però deve essere remunerata per il suo lavoro, eliminando il profitto e l'affitto, assicurando così un alto livello di uguaglianza.
E l'economia mutualistica porterà Proudhon a difendere, in campo economico, la teoria della creazione del valore attraverso lo scambio, mediante il lavoro in esso impiegato, attirandosi le critiche ferocissime di Marx, il quale asseriva che una simile teoria era tipica di un economista "piccolo-borghese", simpatizzante col bottegaio e l'artigiano che commercia nei propri prodotti.
Ma soprattutto la sua concezione lo porterà a teorizzare il meccanismo stesso della rigenerazione permanente della disuguaglianza. Infatti se il salario-valore dipende dalla quantità di lavoro prodotto, lo scambio non avviene secondo i bisogni, bensì secondo l'eguaglianza dei valori. Proudhon in questo modo finiva col difendere l'economia monetaria e la piccola proprietà: difendendo l'autonomia e la creatività dei lavoratori ne esaltava contemporaneamente le diverse capacità: il suo modo di produzione doveva servire proprio a liberarle dal peso opprimente e parassitario dello Stato e del monopolio economico.»
(Mirko Roberti, Lettura di Proudhon)
Integrato in questo modello economico ci sono le mutue assicuratrici che rilascerebbero prestiti ai produttori alla stessa tassa di interesse sufficiente per coprire i costi di amministrazione. Il mutualismo è basato generalmente nella teoria del lavoro socialmente necessario che sostiene che quando il lavoro o ciò che viene prodotto è venduto, nello scambio, questo deve ricevere beni e servizi che rispecchi “la quantità di lavoro necessario per produrre un articolo molto simile e con la stessa utilità”. Riceve meno si considererebbe sfruttamento, furto del lavoro o usura.

### Individualismo
L'individualismo, principalmente un fenomeno americano, è fondato dalla fusione delle idee di Josiah Warren e Pierre-Joseph Proudhon come proposta da Benjamin R. Tucker, Ezra Heywood, etc.
Tuttavia, all'interno del movimento anarchico individualista sono esistite posizioni contrastanti fra loro, ad esempio Dyer Lum (sindacalismo) e Lysander Spooner (posizioni sul tema degli affitti).

### Collettivismo
Il collettivismo si convertì in una corrente dominante del movimento anarchico sotto l'influenza del rivoluzionario russo Michail Bakunin, discepolo di Proudhon, il quale considerava che il lavoro organizzato avrebbe espropriato al capitale, ed ogni gruppo di lavoratori avrebbe amministrato i propri mezzi di produzione. Il collettivismo propone la proprietà collettiva della terra, le materie prime e gli strumenti del lavoro, e l'appropriazione del prodotto integrale del lavoro da parte dei lavoratori, sottratto dal costo. La distribuzione dei guadagni si realizzerebbe per decisione collettiva, pero si assumerebbe che la retribuzione sarebbe proporzionale al lavoro realizzato. Per il collettivismo la proprietà dei mezzi di produzione, distribuzione e scambio deve essere sociale (eliminando la proprietà privata) e amministrata collettivamente per i lavoratori riuniti in piccole associazioni di affinità, finché ognuno di loro produce secondo la propria volontà (o secondo gli accordi presi) ed ognuno riceva il prodotto intero del suo lavoro secondo il merito individuale. A differenza del comunismo anarchico, il collettivismo non promuove l'abolizione del salario come forma di retribuzione del lavoro. Queste associazioni a sua volta si unirebbero in confederazioni, tramite il principio federativo. Queste confederazioni lascerebbero totale autonomia alle associazioni che autogestirebbero i mezzi di produzione. Oltre a Bakunin, altri collettivisti furono Johann Most, James Guillaume e Ricardo Mella.

### Comunismo

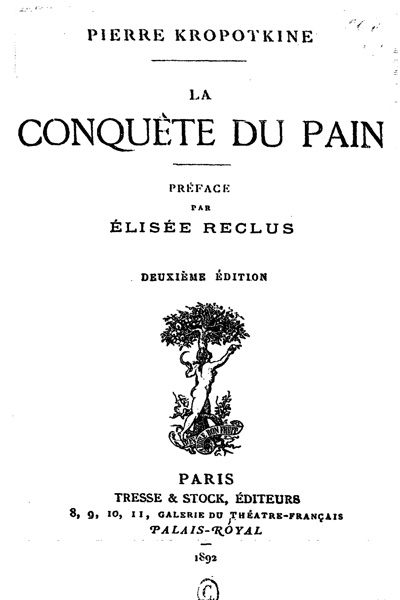
La conquista del pane di Pëtr Alekseevič Kropotkin

La corrente del comunismo anarchico considera che non esiste nessuna forma universale per misurare il valore del contributo economico di una persona, dovuto a che tutta la ricchezza è un prodotto collettivo delle generazione attuali e precedenti.
(Pëtr Alekseevič Kropotkin, La conquista del pane, 1892.)
Pertanto tale corrente rifiuta un sistema economico basato sul lavoro salariato, la proprietà privata ed il denaro, i quali sarebbero le cause delle disuguaglianze sociale e quindi del nascere delle classi sociali.
Il comunismo anarchico, detto anche comunismo libertario o anarco-comunismo, propone un modello economico in cui ogni individuo e gruppo sarebbe libero di contribuire alla produzione e soddisfare le sue necessità basate nelle proprie decisioni. I sistemi di produzione e distribuzione sarebbero gestiti dai propri partecipanti. Con la distribuzione della ricchezza basata nella determinazione delle esigenze dalle stesse persone, secondo questa teoria, la gente sarebbe più libera di entrare in qualsiasi attività scegliendo autonomamente. Questo modello sociale aiuterebbe le persone a realizzarsi e distribuirebbe il lavoro in un modo più equitativo ed in accordo alle capacità individuali di ciascuno. 
Nell'attualità c'è chi riconosce nel movimento del Free Software, del copyleft e del GNU, un modello sociale basato sul comunismo anarchico.
Tra i pensatori più noti del comunismo anarchico vi sono Pëtr Alekseevič Kropotkin, Errico Malatesta, Luigi Fabbri e Alexander Berkman.

### Sindacalismo

Bandiera della CNT

Gli anarcosindacalisti riconobbero nei sindacati di orientazione anarchica un elemento di organizzazione della classe lavoratrice in lotta contro il capitalismo. Allo stesso tempo riconobbero in questi sindacati un ruolo centrale per l'organizzazione economica della società futura. I principali teorici del sindacalismo anarchico furono Grigorij Petrovič Maksimov, Fernand Pelloutier, Rudolf Rocker e Diego Abad de Santillán.
Generalmente gli anarcosindacalisti puntano alla creazione di associazioni di produttori libere, disposte ad assumere l'organizzazione della produzione sui principi dell'autogestione e dell'orizzontalità, incluso dentro il capitalismo, preparando la struttura organizzativa che rimpiazzerebbe quella di carattere statale e imprenditoriale borghese. Queste associazioni opererebbero come una scuola pratica di anarchismo.
(Daniel Guérin, Anarchismo: dalla teoria alla pratica)
L'anarcosindacalismo riconosce l'esistenza della lotta di classe e aspira a riorganizzare la società sulla base del comunismo libertario. Il sindacalismo rivoluzionario si propone quindi un doppio compito:
(AIT: L'internazionale rivoluzionaria sconosciuta, conferenza tenuta a Colonia dal Segretario generale dell'AIT, Fidal Gorron Canoyra, 15 e 16 novembre 1968.)